# Schneefeld
Ein Schneefeld, auch Altschnee oder Altschneefeld ist im Gegensatz zu Firn oder einem Gletscher ein in der Regel jahreszeitlich begrenztes, eis- und schneebedecktes Gebiet. Der Begriff findet hauptsächlich bei Wanderern und Bergsteigern Verwendung.

## Merkmale
Schneefelder bilden sich im Winter bzw. bei Niederschlag in Form von Schnee und können sich, gerade im Hochgebirge, bis in den Spätsommer halten. Durch das jährliche Abtauen des gesammelten Niederschlages kommt es in dem jeweiligen Gebiet nicht zu einer Vergletscherung.

## Gefahr für Wanderer
Schneefelder bergen Risiken für Wanderer und Bergsteiger, da sie auch bei vermeintlich sommerlichen Temperaturen angetroffen werden können. Gerade in schattigen Bereichen im Gebirge und über Permafrostböden halten sich Schneefelder sehr lange. Sie sind durch Antauen und erneutes Gefrieren sowie Ablation oft verharscht und nur mit Steigeisen oder modernen Schuhspikes (Kette mit Zacken) sicher begehbar. Neben der Rutschgefahr können Schneefelder auch in Gletscher übergehen und Spalten im Gletscher verdecken.